# Яковщина
Я́ковщина (рос. Яковщина, ерз. Яковщина) — село у складі Рузаєвського району Мордовії, Росія. Входить до складу Палаєвсько-Урледімського сільського поселення.

## Населення
Населення — 84 особи (2010; 90 у 2002).
Національний склад (станом на 2002 рік):
- татари — 61 %
- росіяни — 26 %